# 乃木坂明日夏の秘密
『乃木坂明日夏の秘密』（のぎざかあすかのひみつ）は、五十嵐雄策による日本のライトノベル。『乃木坂春香の秘密』の続編であり、電撃文庫（KADOKAWA）より2018年4月から刊行されている。イラストは前作に引き続きしゃあが担当している。
『月刊コミックアライブ』 (KADOKAWA) にてハレノチアメによるコミカライズが2019年9月号より2021年3月号まで連載された。また本作の新作短編『乃木坂明日夏のお願い（と乃木坂美夏の絶叫）』がカクヨムやキミラノで無料公開されている。

## あらすじ
白城学園に通う平凡な高校生・澤村善人は、幼稚園からの幼馴染み・朝倉冬姫に誘われるまま「AMW研究会」に所属していた。AMW研究会には容姿端麗、成績優秀、さらに日本でも有数の財閥・乃木坂家令嬢ゆえに学園で知らない者はいないほどの有名人・乃木坂明日夏も所属しており、アキバ系方面の知識も豊富な彼女はいつものように研究会のメンバーとトークに勤しんでいた。その日の放課後、善人は立ち寄った本屋で偶然明日夏と遭遇し、彼女が実はアキバ系ではなかったことを知る。明日夏はそのことを誰にも知られたくないようで、秘密を守るために善人は彼女に協力することとなる。

## 登場人物

### AMW研究会
澤村 善人（）
本作の主人公。冬姫の影響で自身もアニメを見たり、漫画や小説を読んだりしているが、冬姫ほど深くアキバ系に染まっているわけではない。
乃木坂 明日夏（）
本作のメインヒロインで綾瀬裕人と乃木坂春香の娘。AMW研究会に所属しており、他のメンバーとアキバ系のトークも出来るが、アキバ系についての知識は殆どなく、それを他の同級生には秘密にしている。容姿端麗で成績優秀、ピアノやバイオリンの腕もほぼプロ級で学園のアイドル的存在だが、実は日々の途方もない努力によるものであり、明日夏は自身を「乃木坂家の中では劣等生」だと卑下している。
朝倉 冬姫（）
善人の幼馴染み。漫画やアニメ、小説などの知識が豊富ないわゆる"アキバ系"女子であり、善人をAMW研究会に誘った張本人でもある。善人には「黙っていれば顔立ちの整った、普通にかわいい女の子」と評されている。
神楽坂 雪埜（）
AMW研究会の部長。美人で背が高い。冬姫とは昔からの知り合い。善人には、「偉ぶらない性格なため、接しやすい」と評されている。
木村（）
善人のクラスメイトで通称"3K"の一人。
河野（）
善人のクラスメイトで通称"3K"の一人。
古林（）
善人のクラスメイトで通称"3K"の一人。

### AMW研究会メンバーの家族
綾瀬 裕人（）
明日夏の父で、乃木坂家現当主。前作『乃木坂春香の秘密』の主人公。
乃木坂 春香（）
明日夏の母で、ピアニストとして世界中を飛び回っている。前作『乃木坂春香の秘密』のヒロイン。
乃木坂 美夏（）
明日夏の叔母。明日夏からは「お母さん」と呼ばれている。
乃木坂 未来（）
明日夏の姉でかつてAMW研究会に所属していた。才色兼備で誰からも好かれ、なんでも出来た完璧超人であり、学園では母の春香と同様「白銀の星屑（ニュイ・エトワーレ）」の称号を持っていた。
澤村 鈴音（）
善人の妹で小学4年生。

### 白城学園関係者
天宮 椎菜（）
ピアニスト兼白城学園非常勤講師。白城学園の卒業生で、明日夏の父・裕人と母・春香とは同級生だった。
佐々岡 龍斗（）
佐々岡グループの御曹司で白城学園の1年生。尊大な態度で他人と接するため、AMW研究会に入会しようとした際も雪埜に断られている。

## 既刊一覧

### 小説
- 五十嵐雄策（著）・しゃあ（イラスト） 『乃木坂明日夏の秘密』 KAKOKAWA〈電撃文庫〉、既刊6巻（2020年7月10日現在）
  1. 2018年4月10日発売[5]、ISBN 978-4-04-893798-6
  2. 2018年10月10日発売[6]、ISBN 978-4-04-912024-0
  3. 2019年1月10日発売[7]、ISBN 978-4-04-912264-0
  4. 2019年6月8日発売[8]、ISBN 978-4-04-912516-0
  5. 2020年1月10日発売[9]、ISBN 978-4-04-912900-7
  6. 2020年7月10日発売[10]、ISBN 978-4-04-913212-0

### 漫画
- 五十嵐雄策（原作）・しゃあ（キャラクター原案）・ハレノチアメ（作画） 『乃木坂明日夏の秘密』 KAKOKAWA〈MFコミックス アライブシリーズ〉、全3巻
  1. 2020年1月23日発売[11][12]、ISBN 978-4-04-064304-5
  2. 2020年8月20日発売[13]、ISBN 978-4-04-064742-5
  3. 2021年2月22日発売[14]、ISBN 978-4-04-680188-3

## 朗読PV
YouTubeの公式電撃文庫チャンネルで「電撃文庫朗読してみた」として、2021年5月20日より能登麻美子による約7分半の朗読が配信されている。